# Rhynchosia huillensis
Rhynchosia huillensis är en ärtväxtart som först beskrevs av William Philip Hiern, och fick sitt nu gällande namn av Karl Moritz Schumann. Rhynchosia huillensis ingår i släktet Rhynchosia och familjen ärtväxter. Inga underarter finns listade i Catalogue of Life.